# Pilodius pilumnoides
Pilodius pilumnoides is een krabbensoort uit de familie van de Xanthidae. De wetenschappelijke naam van de soort is voor het eerst geldig gepubliceerd in 1848 door White.